# Murallas fernandinas de Oporto

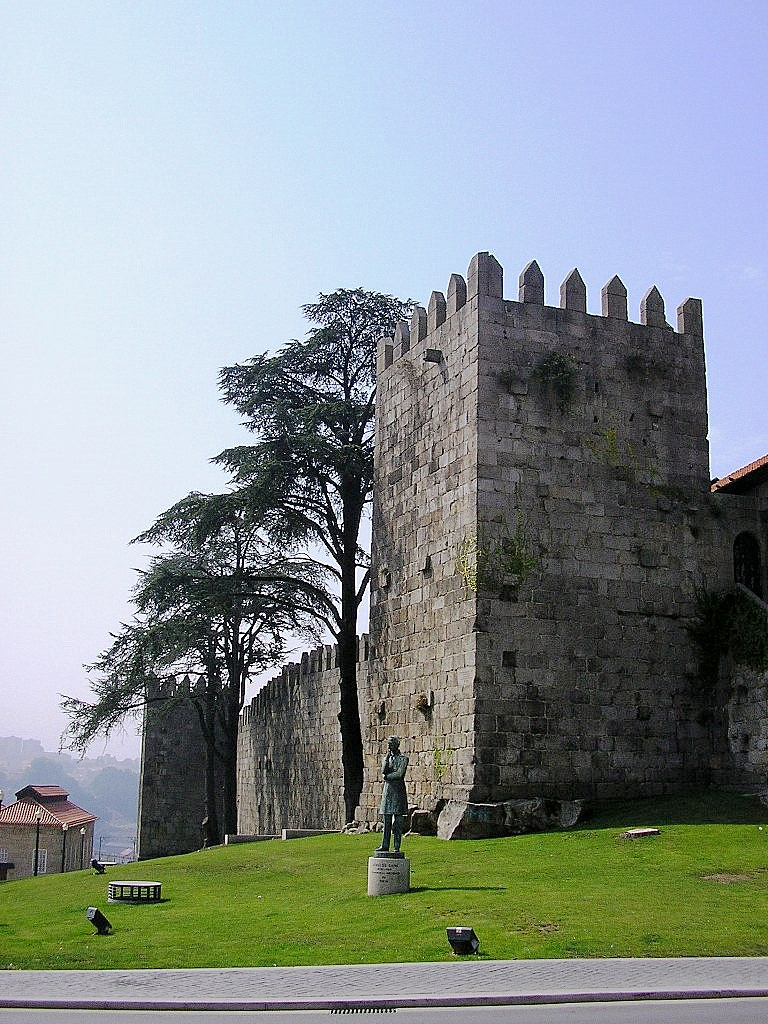
Murallas Fernandinas: parte junto a la antigua Puerta del Sol.

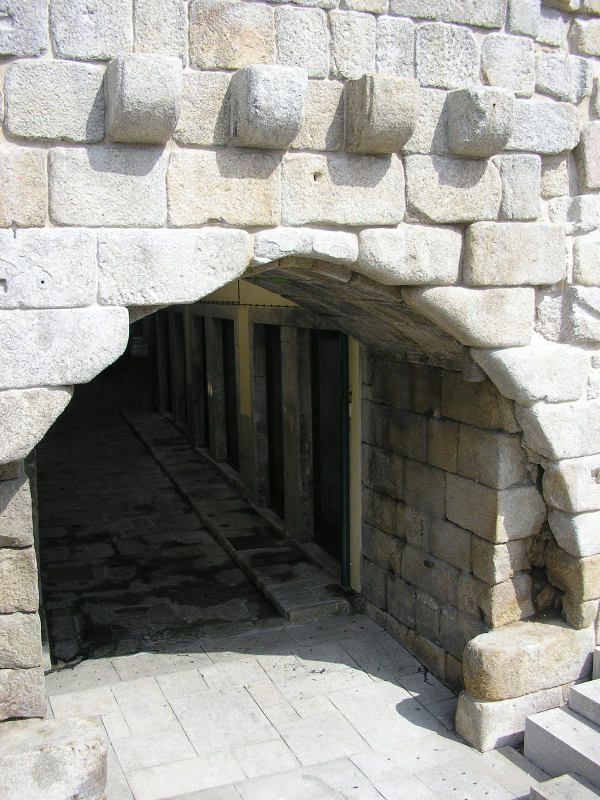
Murallas Fernandinas: postigo del Carbón.

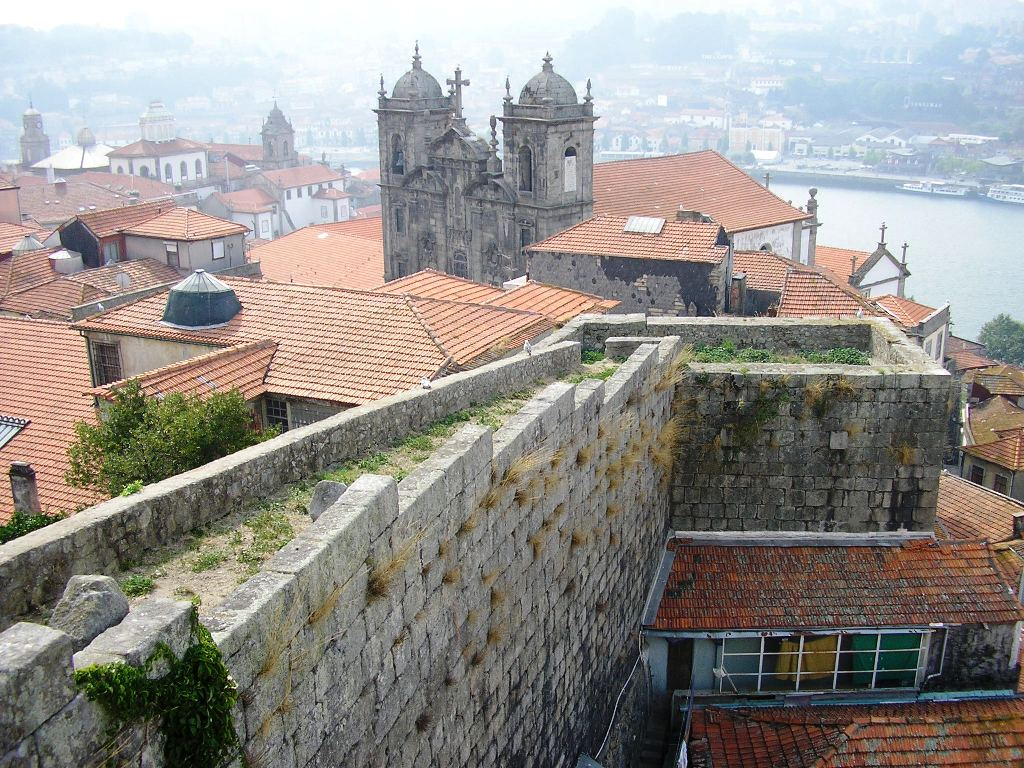
Murallas Fernandinas: parte junto la Iglesia de Son João Nuevo.

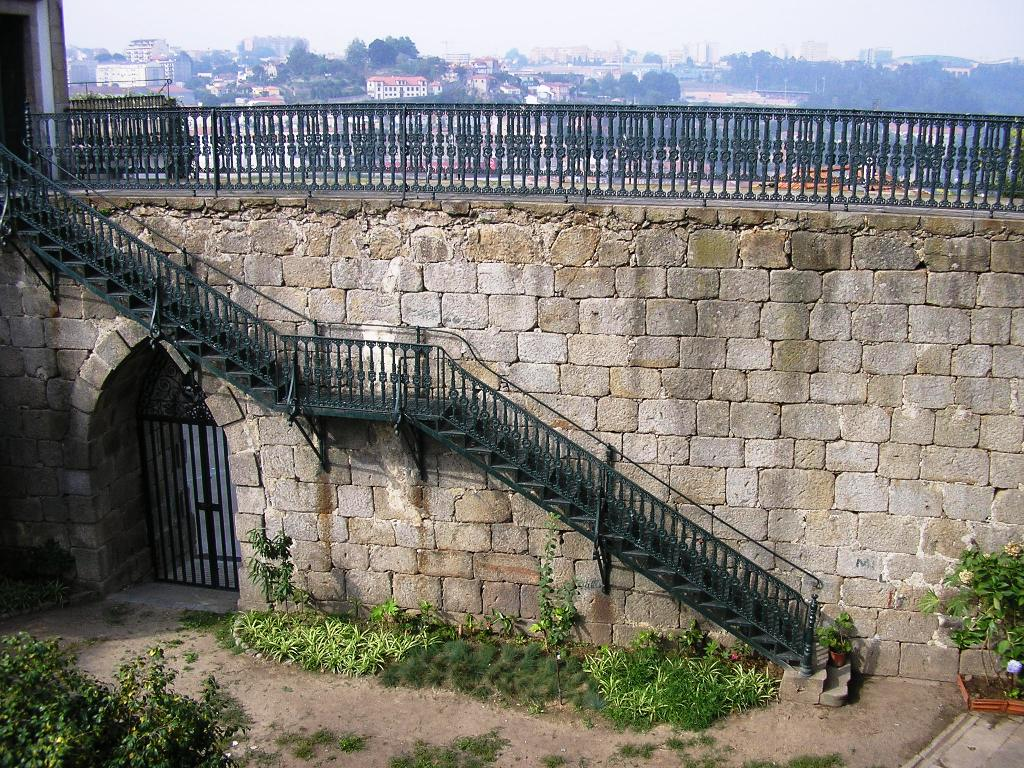
Murallas Fernandinas: parte en los jardines del Antiguo Club Inglés.

Murallas Fernandinas: puertas y postigos a mediados del.

Murallas fernandinas es el nombre por la cual se conoce el cinturón medieval de murallas de Oporto, en Portugal, del cual solamente pequeñas partes han sobrevivido hasta nuestros días.
Cerca nueva y Muralla gótica son otras designaciones que se aplican a las murallas fernandinas pero que, a pesar de científicamente más correctas, son menos corrientes.

## Historia
Durante el siglo XIV, Oporto tuvo una gran expansión urbana hacia fuera de su núcleo inicial del morro de la Pena Ventosa, en torno a la sé, protegido por la Cerca Vieja, construida sobre el muro original romano. Esta clase de poblamiento fue particularmente notable en la margen ribereña del Duero, reflejando la creciente importancia de las actividades comerciales y marítimas.
La ciudad siente, así, necesidad de un espacio amurallado más extenso que la Cerca Vieja. Los primeros en presentar esa reivindicación fueron burgueses con casas y negocios extramuros y por lo tanto menos protegidos.
A mediados de ese siglo, aún en tiempos de D. Afonso IV, comenzó a ser construido un nuevo cinturón de murallas que quedó prácticamente concluido alrededor de 1370. El hecho de que la obra se concluyera durante el reinado de D. Fernando, explica el hecho de ser corrientemente designada como "Muralla Fernandina". 
Pasada su importancia militar, las murallas comenzaron a ser progresivamente demolidas a partir de la segunda mitad del siglo XVIII para dar lugar a nuevas construcciones, plazas y edificios. La mayoría de la muralla fue demolida ya a finales del siglo XIX. Los trozos supervivientes de las Murallas Fernandinas fueron clasificados como "monumentos nacionales" en 1926.

## Trazado
Esta muralla, de trazado geométrico y una altura de 30 pies (9 m), de alto porte y gran robustez, estaba recortada por almenas salientes, teniendo varias torres cuadradas y otras elevadas y aun numerosas puertas y postigos (diecisiete, en el total). Con un perímetro de cerca de 3.000 pasos (2.600 m), limitaba un área de 44,5 hectáreas.
Su trazado seguía por la margen ribereña del Duero hasta el límite con Miragaia, subía por el Camino Nuevo y Son João Nuevo hasta la cima del Morro del Olival; después tomaba la dirección este pasando junto a las huertas del obispo y del cabido y continuaba hacia la Cima de Vila; a continuación contorneaba los morros de la Cividade y de la Sé por el este y descendía por la escarpa de los Guindais hasta la Ribeira, próxima a la salida del actual Puente Luís I.

## Puertas y postigos
Comenzando por la Puerta Nueva o Noble que daba salida para Miragaia, junto al río Duero, las puertas y postigos eran los siguientes (en el sentido contrario al de las agujas del reloj):
1. Puerta Nueva o Noble (inicialmente de Miragaia)
2. Postigo de los Baños
3. Postigo de la Lingueta
4. Postigo de la Alfândega o del Terreirinho
5. Postigo del Carbón (el único que sobrevivió hasta hoy)
6. Puerta de la Ribeira
7. Postigo del Pelourinho
8. Postigo de la Forca
9. Postigo de la Madera
10. Postigo de la Lada o de la Arena
11. Puerta del Sol (inicialmente Postigo de Carvalho del Monte o del Penedo)
12. Puerta de la Cima de Vila
13. Puerta de Coches (inicialmente solo postigo)
14. Puerta de Santo Elói (inicialmente Postigo del Vimial)
15. Puerta del Olival
16. Puerta de las Virtudes (inicialmente solo postigo)
17. Postigo de Son João Nuevo o de la Esperanza